# Hinx
Hinx-sur-l'Adour là một xã, thuộc tỉnh Landes trong vùng Nouvelle-Aquitaine. Xã này có diện tích 15,51 km², dân số năm 2006 là 1202 người. Xã này nằm ở khu vực có độ cao trung bình 42 mét trên mực nước biển.

## Biến động dân số
| Năm | 1962 | 1968 | 1975 | 1982 | 1990  | 1999  | 2006  |
| --- | ---- | ---- | ---- | ---- | ----- | ----- | ----- |
| Dân số | 751  | 756  | 824  | 994  | 1 117 | 1 145 | 1 202 |
| From the year 1962 on: No double counting—residents of multiple communes (e.g. students and military personnel) are counted only once. |      |      |      |      |       |       |       |